# Dagmar Seidlová

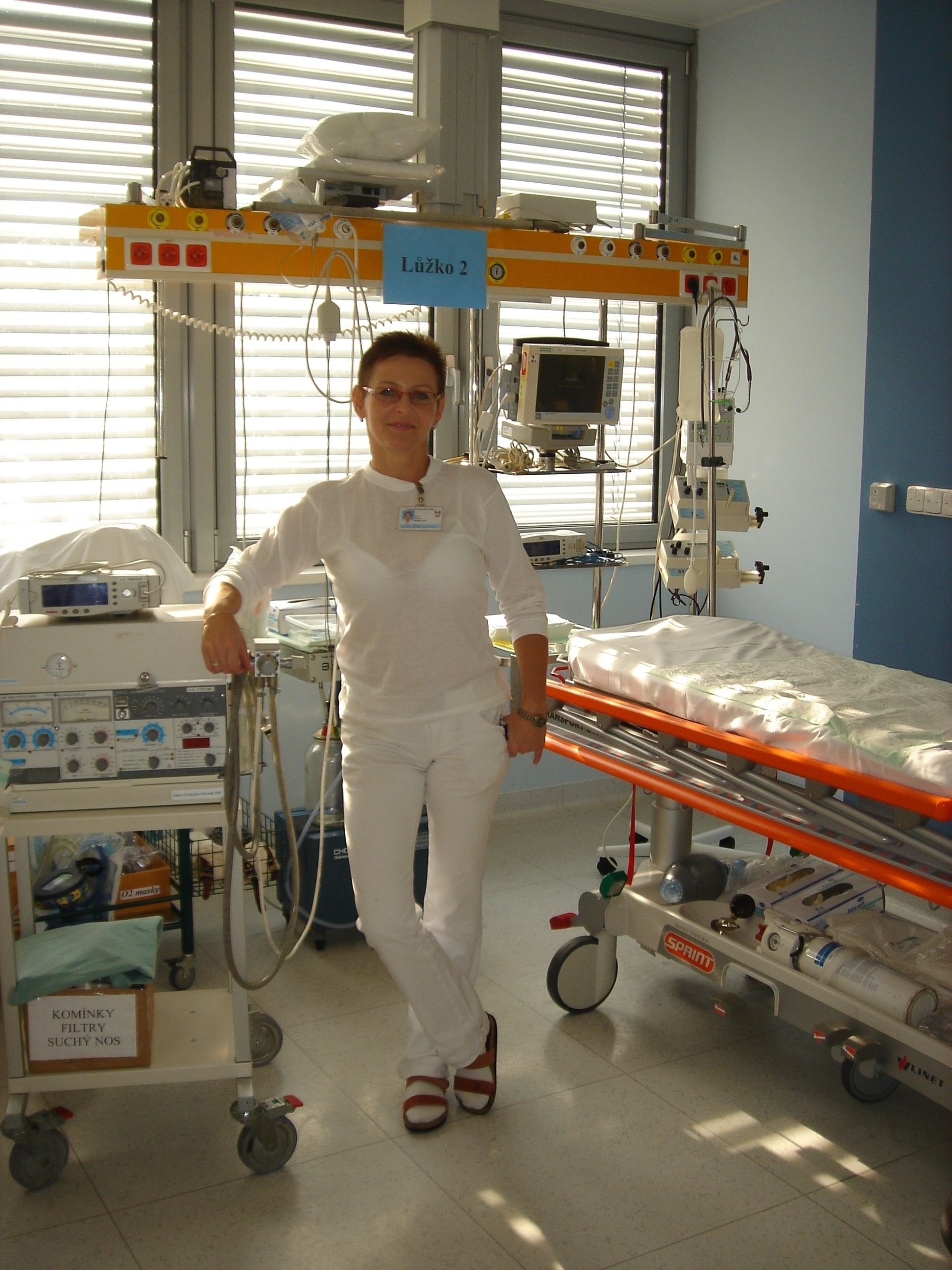
Dagmar Seidlová, od roku 2010 primářka anesteziologicko-resuscitačního oddělení.

Dagmar Seidlová (* 30. prosince 1964 Brno) je česká lékařka a místní politička. Od roku 1989 pracuje ve Fakultní nemocnici Brno[rozpor], kde je od roku 2010 primářkou anesteziologicko-resuscitačního oddělení.
V roce 2010 až 2022 byla zastupitelkou a v letech 2014 až 2022 radní v městské části Brno-Židenice. Od roku 2022 je zastupitelkou města Brna. Zastupitelstvem města Brna je pověřena plněním úkolů v oblasti zdravotnictví se zaměřením na zajištění optimálního fungování zdravotnictví na území statutárního města Brna.

## Život
Absolvovala Gymnázium Táborská v Brně a Masarykovu univerzitu, obor všeobecné lékařství, a získala titul MUDr. V roce 2009 pak získala doktorát a titul Ph.D.
Věnuje se oboru anesteziologie a intenzivní medicína, atestovala v roce 1998. Atestaci v dalším oboru, urgentní medicína, obhájila v roce 2008. Od roku 2016 je soudní znalkyní v obou oborech. Věnuje se pedagogické činnosti, na Masarykově univerzitě je odbornou asistentkou a garantem oboru zdravotnické záchranářství. Je členkou řady profesních lékařských společností, přednáší a publikuje.
Je rozvedená, má dva dospělé syny.

## Práce ve zdravotnictví
Dlouhodobě se věnuje problematice tzv. bezkrevní medicíny, jejímž cílem je minimalizovat množství podaných transfúzí. Důležitou roli zde hraje předoperační příprava pacienta, využití speciálních metod, které vedou ke snížení peroperačních krevních ztrát jako je např. hemodiluce nebo rekuperace krve a také aplikace léčiv, která podporují krevní srážení. 
Společně s ostatními lékaři fakultní nemocnice si v roce 2015 připsala unikátní lékařský úspěch. Těhotná žena, která byla po autohavárii tři měsíce v kómatu, tam porodila zdravého chlapečka. Podobné případy se přitom počítají pouze na desítky v celém světě. "Vnímám to jako medicínský úspěch celé nemocnice, na němž má velký podíl ošetřovatelská práce sester," uvedla tehdy Dagmar Seidlová.

## Politické působení
V roce 2010 vstoupila do nově vzniklé politické stany TOP 09 a v témž roce se stala zastupitelkou v městské části Brno-Židenice, zde pak působila od roku 2014 osm let jako radní.
V roce 2022 kandidovala za uskupení Společně ODS a TOP 09 na Magistrát města Brna a následně se stala zastupitelkou. Na Magistrátě je pověřena úkoly v oblasti zdravotnictví, v její gesci je Odbor zdraví, jako zásadní vidí nutnost optimalizace zdravotnických služeb v Brně ve spolupráci s Jihomoravským krajem. Je místopředsedkyní regionální rady TOP 09 v Brně.